# Lamar Lundy
Pour les articles homonymes, voir Lundy.
(en) Statistiques sur pro-football-reference
Lamar Lundy, né le 17 avril 1935 à Richmond (Indiana) et mort le 24 février 2007, est un joueur de football américain de la NFL.

## Biographie
Lamar Dundy fut le premier étudiant noir à décrocher une bourse à Purdue pour pratiquer le football américain. Il fut particulièrement brillant lors de sa carrière universitaire avec les formations de football américain et de basket-ball des Boilemakers.
Après une carrière universitaire, Lamar Dundy rejoignit la NFL en 1957 mais fut également drafté par la NBA. Il opta pour le football et joua 152 matches en treize saisons pour les Rams de Los Angeles en NFL.
Lors de ces premières saisons professionnelles, il évolua quelques fois comme wide receiver. Il capta ainsi 35 passes pour 584 yards de gain et six touchdowns. Comme joueur de défense, il marqua trois touchdowns à la suite d'interceptions.
Sa carrière de joueur achevée, il devint entraîneur assistant aux San Diego Chargers.